# 아이디얼
환론에서 아이디얼(영어: ideal) 또는 이데알(독일어: Ideal)은 특정한 조건을 만족시키는 환의 부분집합이다. 이에 대하여 몫환을 취할 수 있으며, 군론에서 정규 부분군에 대하여 몫군을 취하는 것과 유사한 개념이다.
아이디얼을 사용하여 수론적 개념을 보다 일반적인 환들에 대하여 확장시킬 수 있다. 예를 들어, 소수의 개념을 확장한 소 아이디얼 및 서로소인 수의 개념을 확장한 서로소 아이디얼을 정의하면, 일반화된 중국인의 나머지 정리를 증명할 수 있다. 수론에서 중요한 개념인 데데킨트 정역의 경우, 아이디얼에 대해 산술의 기본정리까지도 성립함을 보일 수 있다. (즉, 임의의 0이 아닌 아이디얼은 소 아이디얼들의 곱으로 유일하게 표현할 수 있다.)

## 정의
{\displaystyle (R,+,\cdot )}가 유사환이고, {\displaystyle {\mathfrak {a}}\subset R}가 {\displaystyle R}의 (덧셈 아벨 군으로서의) 부분군이라고 하자.
- 만약 {\displaystyle R{\mathfrak {a}}\subseteq {\mathfrak {a}}}일 경우, {\displaystyle {\mathfrak {a}}}가 R의 왼쪽 아이디얼(左ideal, 영어: left ideal)이라고 한다.
- 만약 {\displaystyle {\mathfrak {a}}R\subseteq {\mathfrak {a}}}일 경우, {\displaystyle {\mathfrak {a}}}가 R의 오른쪽 아이디얼(右ideal, 영어: right ideal)이라고 한다.
- 만약 {\displaystyle {\mathfrak {a}}}가 {\displaystyle R}의 왼쪽 아이디얼 및 오른쪽 아이디얼일 경우, {\displaystyle {\mathfrak {a}}}가 {\displaystyle R}의 양쪽 아이디얼(兩쪽ideal, 영어: two-sided ideal) 또는 단순히 아이디얼이라고 한다.

즉, 왼쪽·오른쪽·양쪽 아이디얼의 원소는 각각 왼쪽·오른쪽·양쪽에 곱셈을 해도 여전히 그 왼쪽·오른쪽·양쪽 아이디얼을 벗어나지 않는다.
{\displaystyle R}의 왼쪽 아이디얼은 반대환(opposite ring) {\displaystyle R^{\text{op}}}의 오른쪽 아이디얼과 일치하며, 이는 반대로도 성립한다.
정의에 따라, 아이디얼은 유사환 {\displaystyle R}의 부분 유사환을 이룬다. 만약 {\displaystyle R}가 환(곱셈 항등원을 갖춘 유사환)이라도, 일반적으로 {\displaystyle R}의 아이디얼은 곱셈 항등원을 갖추지 않으므로 유사환만을 이룬다. 환 {\displaystyle R}의 곱셈 항등원을 포함하는, 즉 부분환을 이루는 아이디얼은 {\displaystyle R} 전체밖에 없다.

## 연산
유사환 {\displaystyle R}의 두 (왼쪽·오른쪽·양쪽) 아이디얼 {\displaystyle {\mathfrak {a}}}, {\displaystyle {\mathfrak {b}}}가 주어졌다고 하자. 그렇다면, 이들로부터 다음과 같은 아이디얼의 합과 곱과 교집합을 정의할 수 있으며, 이는 또다른 (왼쪽·오른쪽·양쪽) 아이디얼을 이룬다.
{\displaystyle {\mathfrak {a}}+{\mathfrak {b}}=\{r+s\colon r\in {\mathfrak {a}},\;s\in {\mathfrak {b}}\}}
{\displaystyle {\mathfrak {a}}{\mathfrak {b}}=\{a_{1}b_{1}+a_{2}b_{2}+\cdots +a_{n}b_{n}\colon a_{1},\dots ,a_{n}\in {\mathfrak {a}};\;b_{1},\dots ,b_{n}\in {\mathfrak {b}};\;n=1,2,\dots \}}
{\displaystyle {\mathfrak {a}}\cap {\mathfrak {b}}=\{r\colon r\in {\mathfrak {a}},\;r\in {\mathfrak {b}}\}}
다만, 아이디얼의 합집합은 일반적으로 아이디얼을 이루지 않는다.
일반적으로, (왼쪽·오른쪽·양쪽) 아이디얼 {\displaystyle {\mathfrak {a}}}, {\displaystyle {\mathfrak {b}}}에 대하여 다음이 성립한다.
{\displaystyle {\mathfrak {a}}\cup {\mathfrak {b}}\subseteq {\mathfrak {a}}+{\mathfrak {b}}}
또한, 만약 {\displaystyle {\mathfrak {a}}}와 {\displaystyle {\mathfrak {b}}}가 양쪽 아이디얼이라면 다음이 성립한다.
{\displaystyle {\mathfrak {a}}{\mathfrak {b}}\subseteq {\mathfrak {a}}\cap {\mathfrak {b}}\subseteq {\mathfrak {a}}\cup {\mathfrak {b}}\subseteq {\mathfrak {a}}+{\mathfrak {b}}}
(왼쪽·오른쪽·양쪽) 아이디얼의 덧셈과 곱셈은 각각 결합 법칙·교환 법칙·분배 법칙을 따르므로, (왼쪽·오른쪽·양쪽) 아이디얼들의 집합은 반환(semiring)을 이룬다.

## 종류
특정한 성질을 가진 아이디얼의 종류로는 다음을 들 수 있다.
- 진 아이디얼(眞ideal, 영어: proper ideal)은 환 전체가 아닌 아이디얼이다.
- 영 아이디얼(零ideal, 영어: zero ideal)은 덧셈 항등원만을 포함하는 부분집합 {\displaystyle \{0\}}이 이루는 아이디얼이다.
- 주 아이디얼(主ideal, 영어: principal ideal)은 하나의 원소에 의해 생성되는 아이디얼이다. 구체적으로, 환 {\displaystyle R} 속의 원소 {\displaystyle r\in R}가 주어졌을 때, {\displaystyle r}로 생성되는 왼쪽 주 아이디얼은 {\displaystyle Rr}, 오른쪽 주 아이디얼은 {\displaystyle rR}, (양쪽) 주 아이디얼은 {\displaystyle RrR}이다.
- 멱영 아이디얼
- 극대 아이디얼
- 소 아이디얼
- 으뜸 아이디얼
- 소근기

## 성질
- 아이디얼이 환 전체가 아닐 필요충분조건은 1을 포함하지 않는다는 것이다.
- 진 아이디얼들은 부분 집합 포함 관계에 따라 부분 순서가 주어지며, 여기에 초른 보조정리를 적용하면 모든 진 아이디얼이 극대 아이디얼에 포함되어 있음을 보일 수 있다.
- 모든 아이디얼은 0을 포함하며, 따라서 공집합이 아니다.
- 정수환 {\displaystyle \mathbb {Z} }의 아이디얼은 어떤 정수 {\displaystyle n}에 의해 생성되는 주 아이디얼 {\displaystyle (n)=\{k\in \mathbb {Z} \colon n\mid k\}} 뿐이다. 즉, 정수환은 주 아이디얼 정역이다. 이 성질의 따름정리는 다름 아닌 나눗셈 정리이다.
- 환 R는 스스로 위의 왼쪽 가군으로 볼 수 있으며, 이때 R의 왼쪽 아이디얼들은 R의 부분 가군이다. 마찬가지로 R의 오른쪽 아이디얼들은 R를 오른쪽 가군으로 본 것의 부분가군이며, 양쪽 아이디얼들은 R를 쌍가군으로 본 것의 부분 가군이다. R가 가환환이라면 이 세 가지 경우가 일치한다.

## 같이 보기
- 중국인의 나머지 정리